# Cortinarius trivialis
Cortinarius trivialis (Jakob Emanuel Lange, 1938 și 1940) din încrengătura Basidiomycota, în familia Cortinariaceae și de genul Cortinarius, este o specie răspândită de ciuperci necomestibile care coabitează, fiind un simbiont micoriza (formează micorize pe rădăcinile arborilor). O denumire populară nu este cunoscută. În România, Basarabia și Bucovina de Nord trăiește în grupuri mari pe sol argilos sau calcaros în pădurile de foioase precum în cele mixte. Intră în simbioză mai ales cu fagi, mesteceni, plopi tremurători, sălcii și stejari. Apare și în câmpie, dar preferat de la deal la munte, din (august) septembrie până în noiembrie.

## Taxonomie

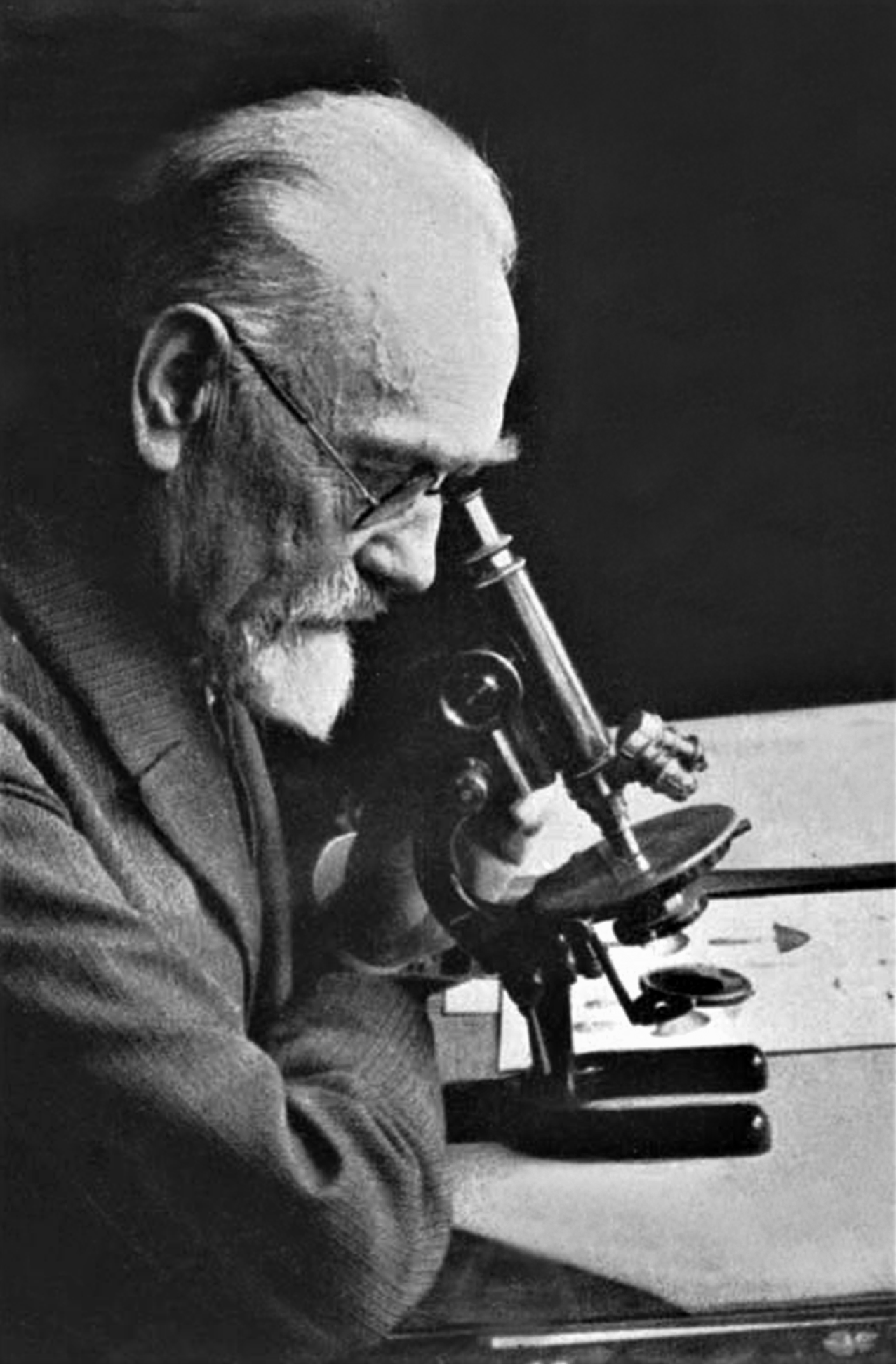
Jacob E. Lange

În 1888, micologul englez Mordecai Cubitt Cooke a creat numele Cortinarius mucifluus, fiind văzut sinonim al ciupercii aici descrise de compatriotul său Carleton Rea în 1922, dar acceptat doar de Checklist of Basidiomycota of Great Britain and Ireland (2005).
Primul care s-a ocupat confirmat cu această ciupercă a fost micologul german Adalbert Ricken, denumind-o Myxacium collinitum var. repandum. De menționat este că, în anul 2000, micologii francezi André Bidaud, Pierre Moënne-Loccoz, Patrick Reumaux și alții au descris o formă a buretelui pe baza descrierii lui Ricken.
Dar numele binomial hotărât a fost determinat și pictat drept Cortinarius trivialis de micologul danez Jakob Emanuel Lange în volumul 3 al operei sale deosebite Flora Agaricina Danica din 1938, descriind specia încă odată în volumul 5 al acelei opere din anul 1940. Acest taxon reprezintă numele curent valabil. (2021).
Toate celelalte încercări de redenumire precum forma și variațiile sunt acceptate sinonim.
Epitetul specific este derivat din cuvântul latin (latină trivialis=obișnuit), referindu-se poate ori la apariția frecventă, ori la calitatea culinară a ciupercii.

## Descriere

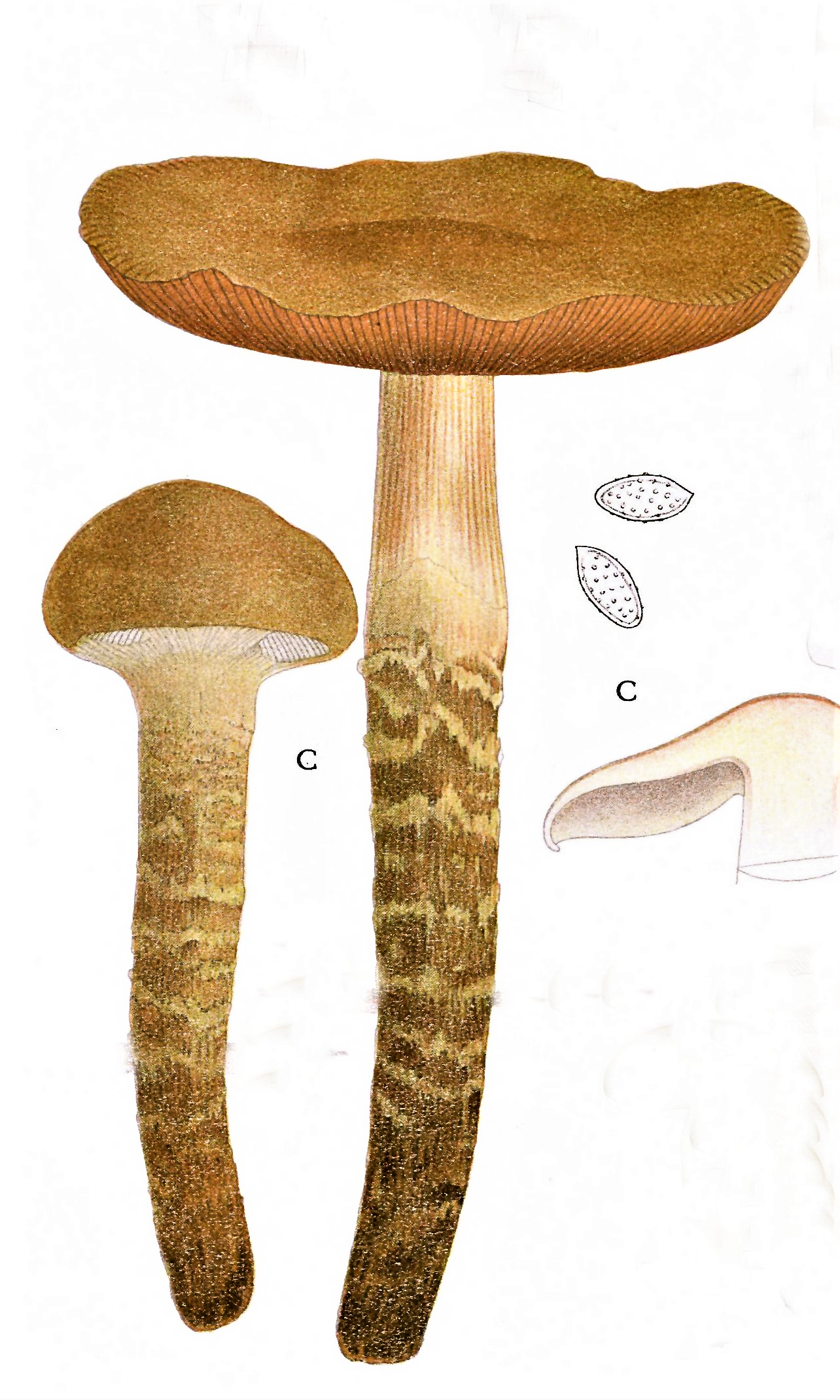
J. E. Lange - Cortinarius trivialis

- Pălăria: destul de cărnoasă și fermă are un diametru între 4 și 9 (11 cm), este la început boltită emisferic cu marginile nestriate și răsucite spre interior pentru timp lung, devine apoi convexă și în sfârșit puțin adâncită, formând nu rar o cocoașă tocită. Cuticula netedă și lucioasă este de obicei unsuros-vâscoasă. Pe vreme ploioasă, stratul de mucilagiu este foarte umflat și picură de pe marginea pălăriei. Coloritul poate fi ocru-gălbui, galben-măsliniu, galben-maroniu sau brun-roșcat, mijlocul este de obicei puțin mai închis.
- Lamelele: sunt subțiri, destul de aglomerate, slab bombate, bifurcate și intercalate precum aderate la picior, fiind acoperite în tinerețe de o cortină albicioasă, formată din fibre foarte fine și mucoase. Muchiile devin în vârstă slab ondulate. Coloritul inițial de un liliachiu palid devine cu avansarea în vârstă din ce în ce mai brun-ruginiu, datorită culorii sporilor.
- Piciorul: solid de 4-12 cm lungime și de 1-1,5 (2) cm lățime este cilindric, spre bază nu rar ceva fusiform, rămânând plin pe dinăuntru. Suprafața, de asemenea foarte cleioasă, este de un colorit brun-gălbui până brun, spre vârf albicioasă cu resturi de văl mătăsoase, deschise, mai târziu maronii, și, sub zona inelară prefigurată, ruginie cauzată de spori, este învelită de benzi aspre albicioase până galben-măslinii.
- Carnea: este compactă, fermă, de un galben palid, spre vârful piciorului adesea slab albăstruie și la bază maronie. Nu se decolorează după tăiere. Mirosul este imperceptibil, iar gustul insipid, nu rar mai mult sau mai puțin amărui.[3][4]
- Caracteristici microscopice: cu o dimensiune de 13-15,4 x 7-8,2 microni sunt îngust amigdaloizi, fusiformi când sunt priviți de sus, majoritatea cu o depresie hilară clar pronunțată și flageli. Suprafața este plină de negi foarte lați, dar nu înalți, încrustați grosier, suprastând în formă de cocoloașe, proeminenți într-o manieră noduroasă, pulberea lor având un colorit ruginiu. Basidiile clavate, preponderent hialine, uneori pigmentate galben-auriu, poartă 4 sterigme fiecare și măsoară 25-35 x 7-11 microni. Pileocistidele (elemente sterile de pe suprafața pălăriei) în stratul superior de hife (numit ixocutis) de 250 µm grosime sunt duble, puternic gelificate, intacte, destul de paralele, culcate afânat, hialine, cel mult extrem de fin încrustate, în stratul superior parțial pigmentate intracelular brun-gălbui. Cleme sunt prezente. Cheilocistidele (elemente sterile situate pe muchia lamelor) care se găsesc în primul rând la exemplare tinere sunt heteromorfe cu celule marginale neremarcabile. Pleurocistidele (elemente sterile situate în himenul de pe fețele lamelor) lipsesc. Trama lamelară constă din celule preponderent înguste, pigmentate slab gălbui fără încrustații izbitoare.[11][12]
- Reacții chimice: carnea se decolorează cu hidroxid de potasiu de 40 %. maximal palid maroniu și cuticula ocru-brun până brun-portocaliu.[11]

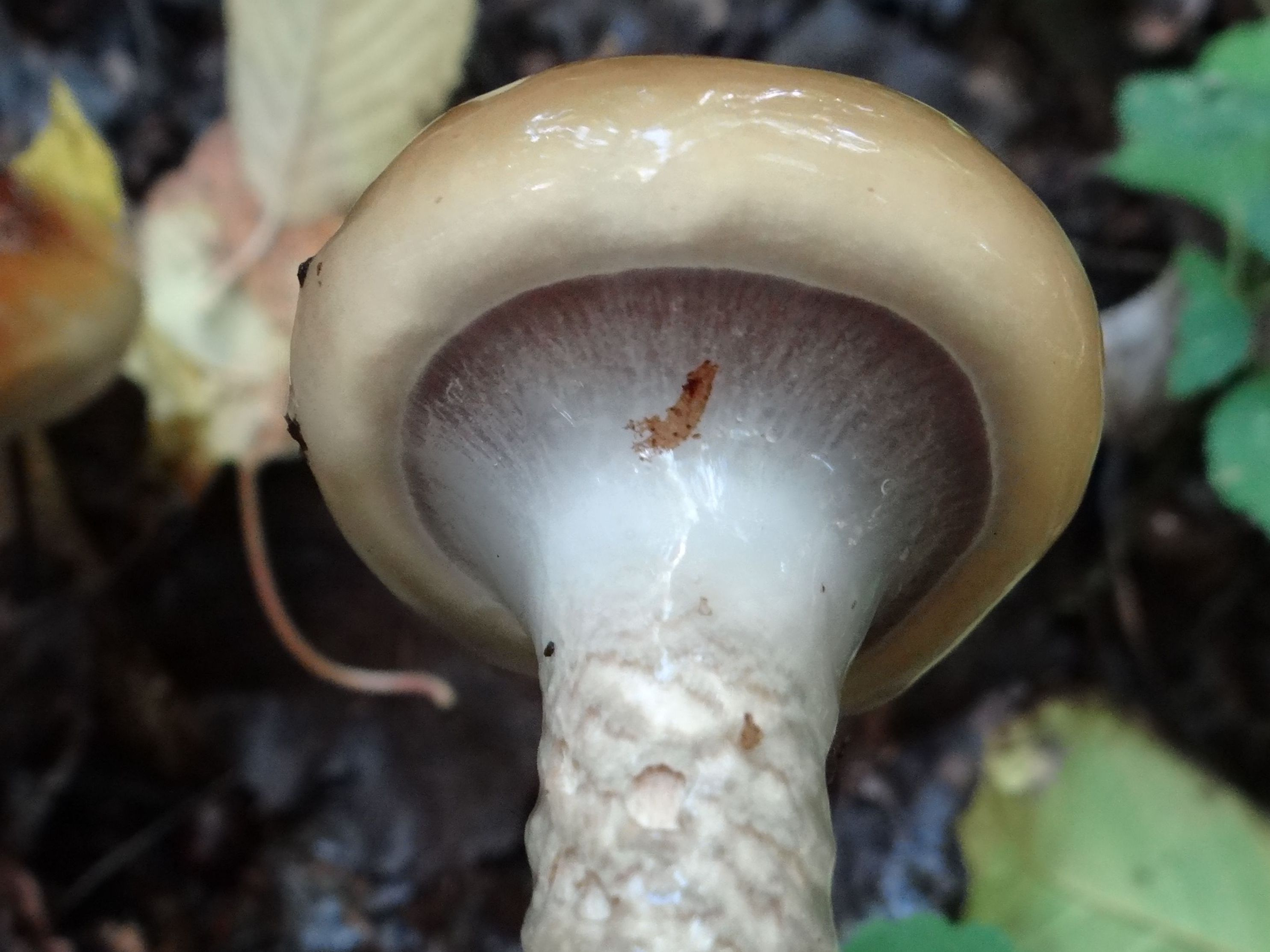
C. trivialis, vălul parțial
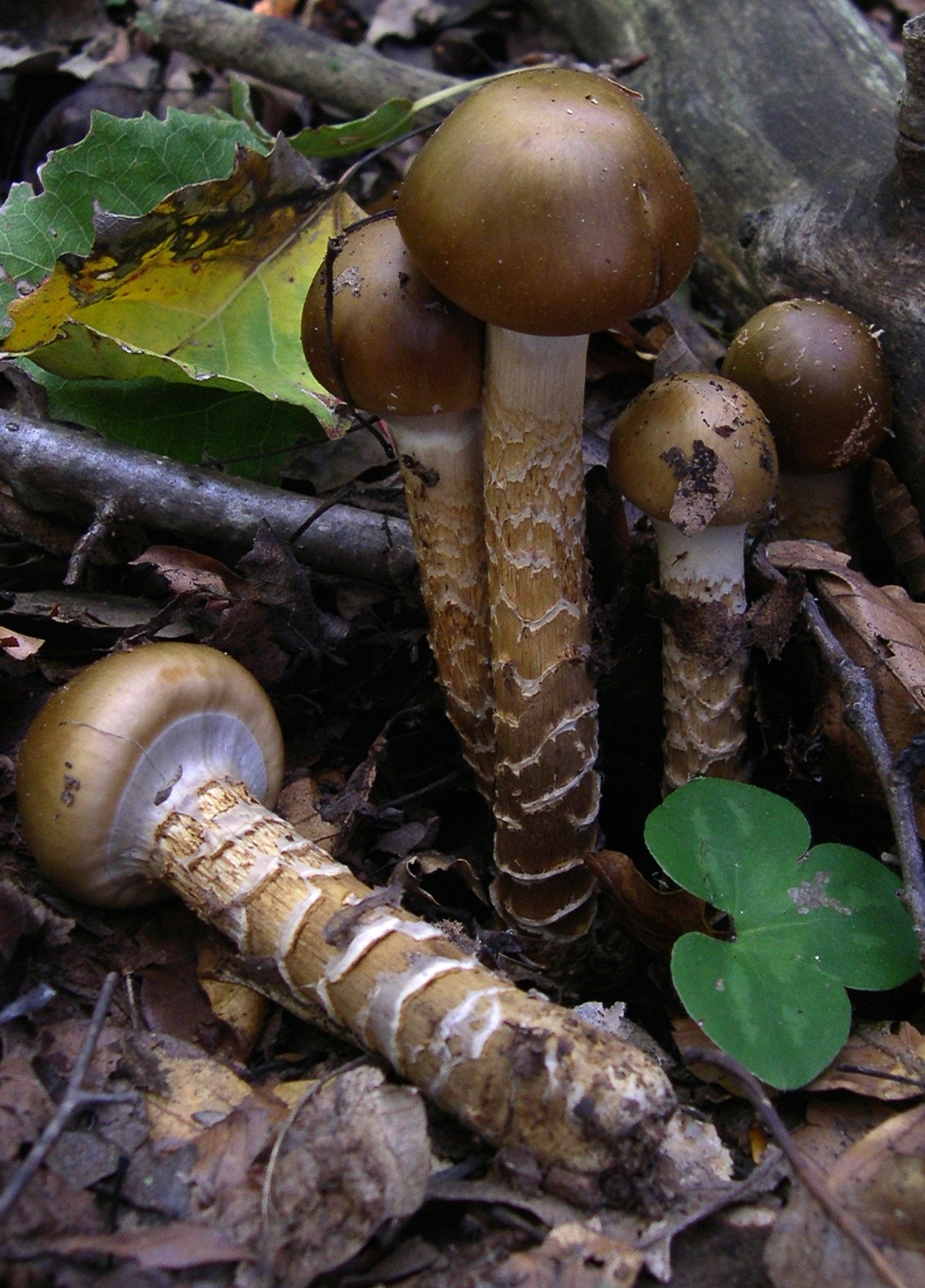
C. trivialis foarte tineri cu văl
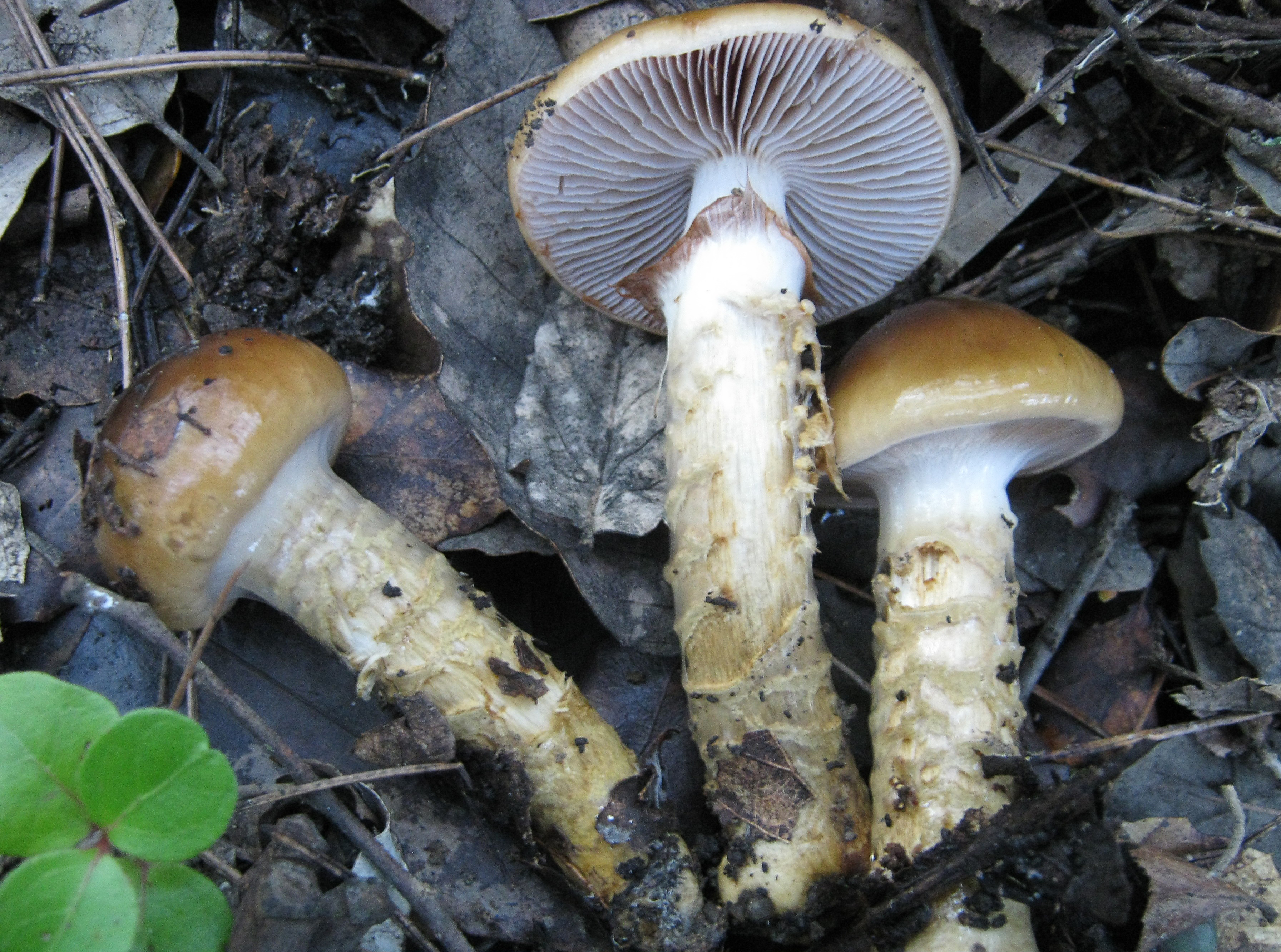
C. trivialis mai tineri: lamele și picior
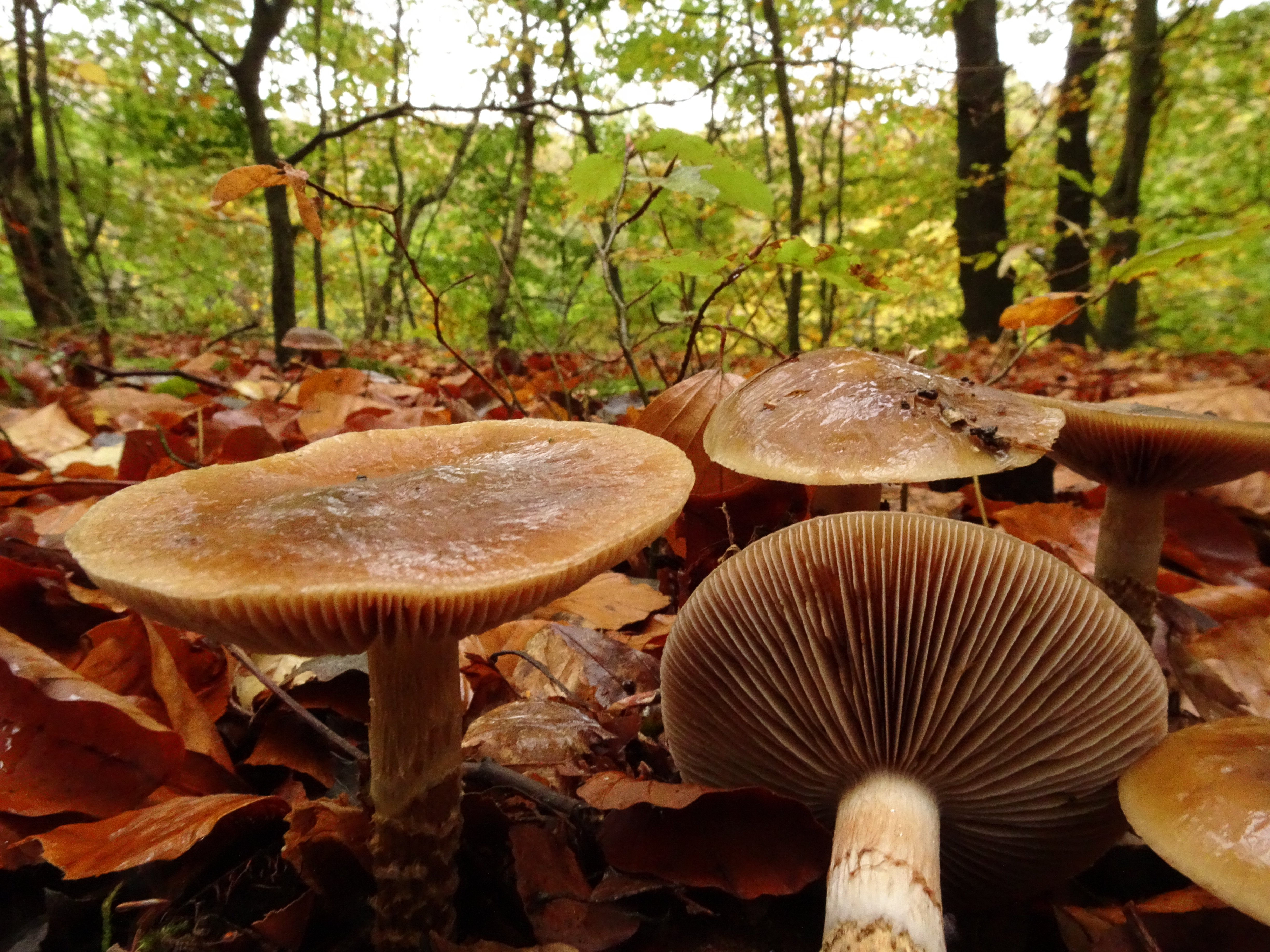
C. trivialis mai bătrâni lamele și picior

## Confuzii
Specia poate fi confundată de exemplu cu Cortinarius allutus, (comestibil, miros de miere, gust blând), Cortinarius armillatus (comestibil, de valoare culinară scăzută), Cortinarius bovinus (necomestibil), Cortinarius delibutus (comestibil),  Cortinarius elatior (comestibil), Cortinarius largus (necomestibil, miros mai mult sau mai puțin pământos, gust blând), Cortinarius livido-ochraceus (comestibil), Cortinarius mucifluus (comestibil), Cortinarius mucosus (comestibil), Cortinarius multiformis (comestibil, lamele inițial albicioase, apoi cenușii până la maroniu-roșcate și piciorul inițial albicios, apoi ocru deschis), Cortinarius pholideus (necomestibil), Cortinarius stillatitius (comestibil, miros de miere), Cortinarius subferrugineus (necomestibil), Cortinarius turmalis (necomestibil, miros ceva fistichiu ca de drojdie sau de lapte acru, chiar de picioare fetide, gust blând) sau Cortinarius vibratilis (necomestibil, lamele alb-gălbuie la început, apoi maroniu-roșcate și picior alb, inițial acoperit de un văl lipicios, foarte amar).

## Specii asemănătoare în imagini

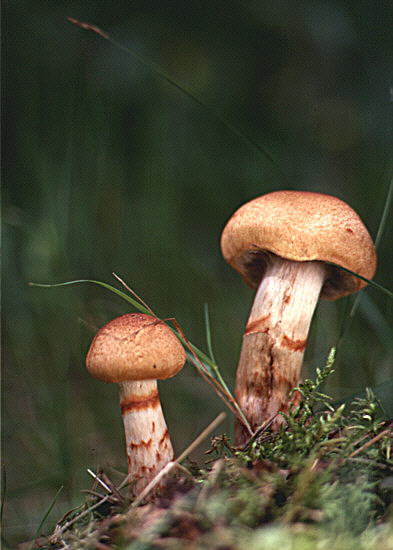
Cortinarius armillatus
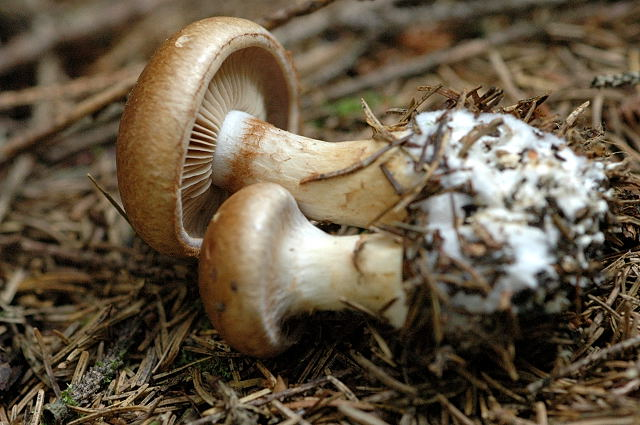
Cortinarius allutus
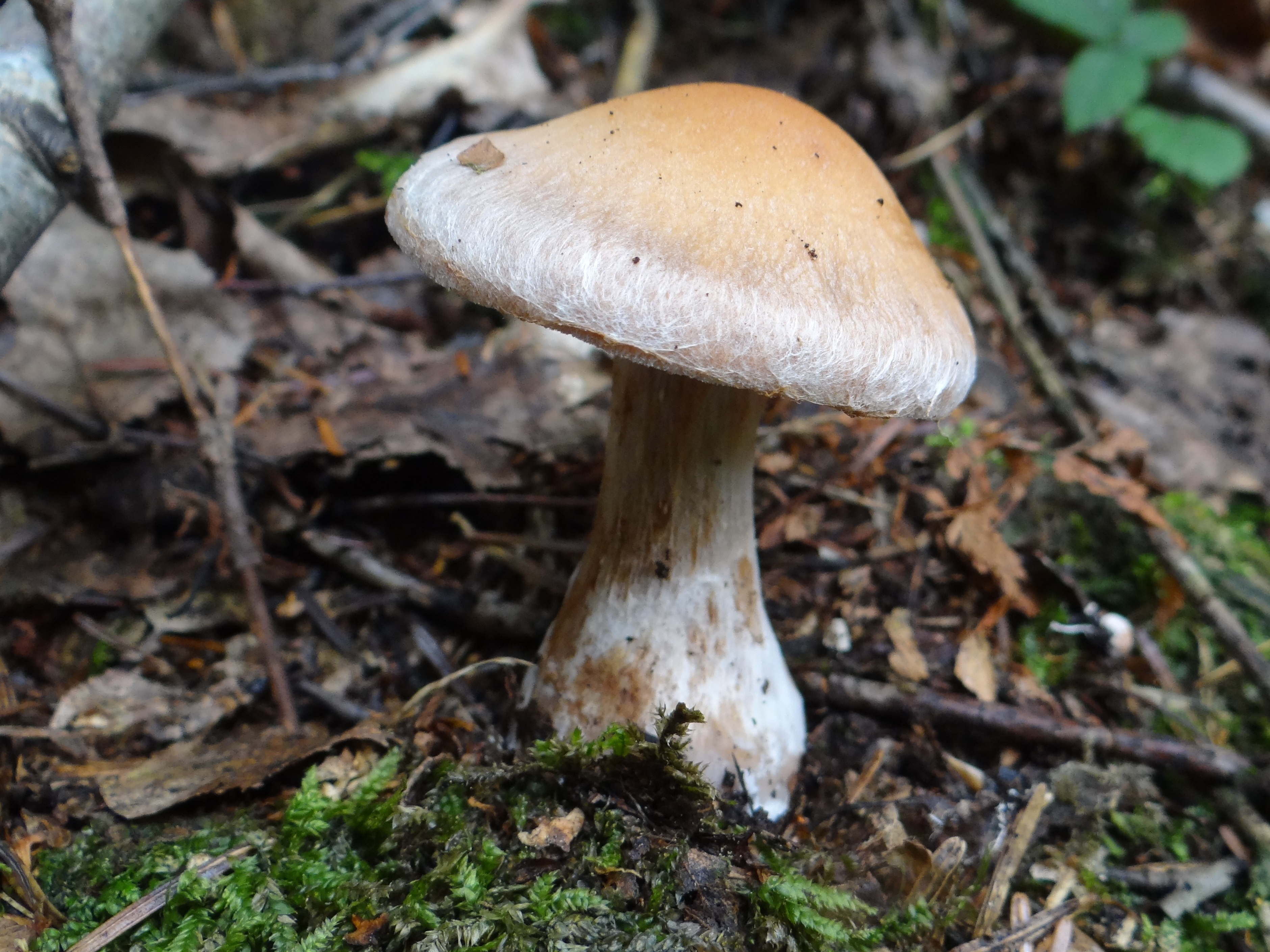
!Cortinarius bovinus!
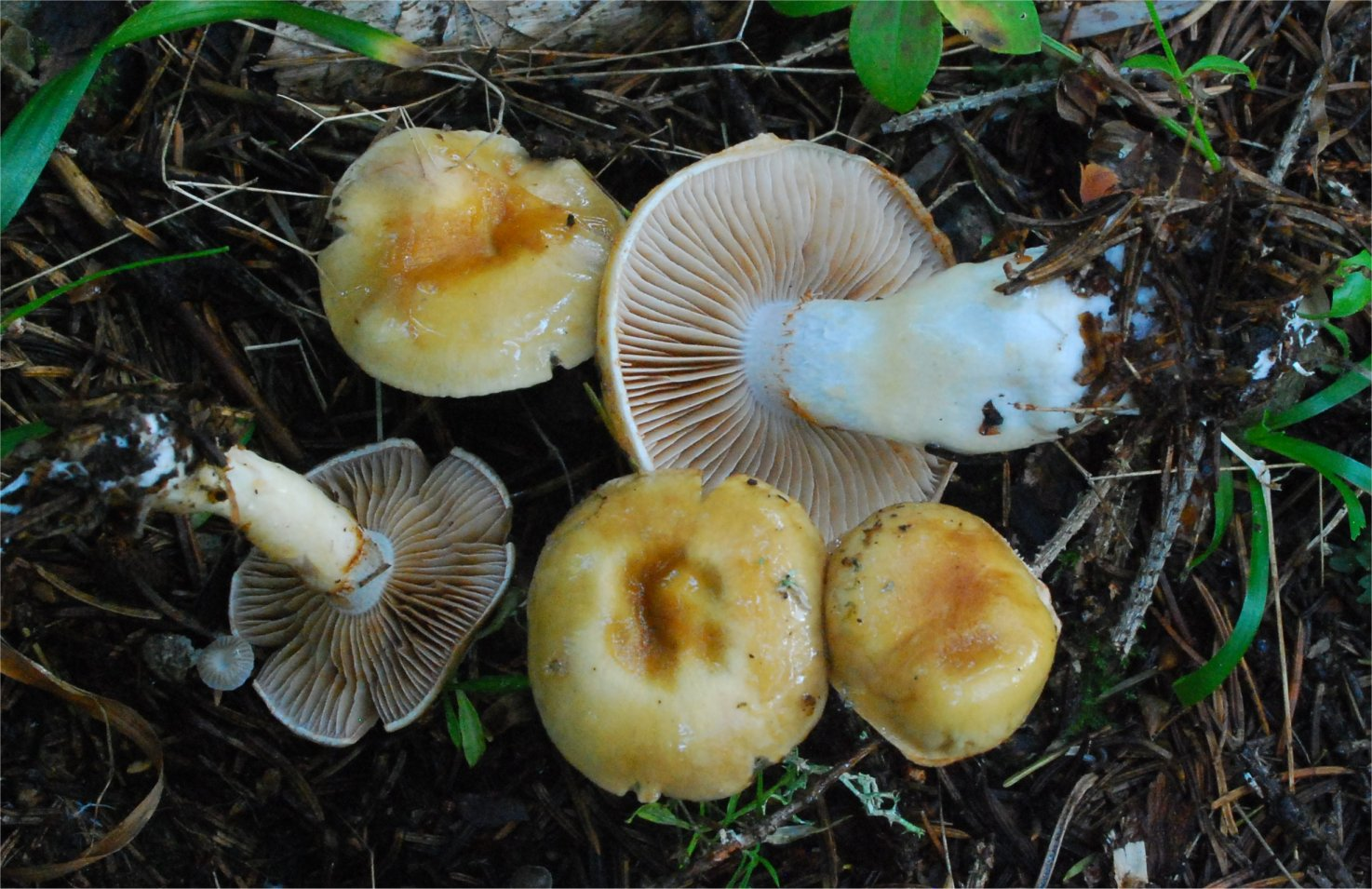
Cortinarius delibutus
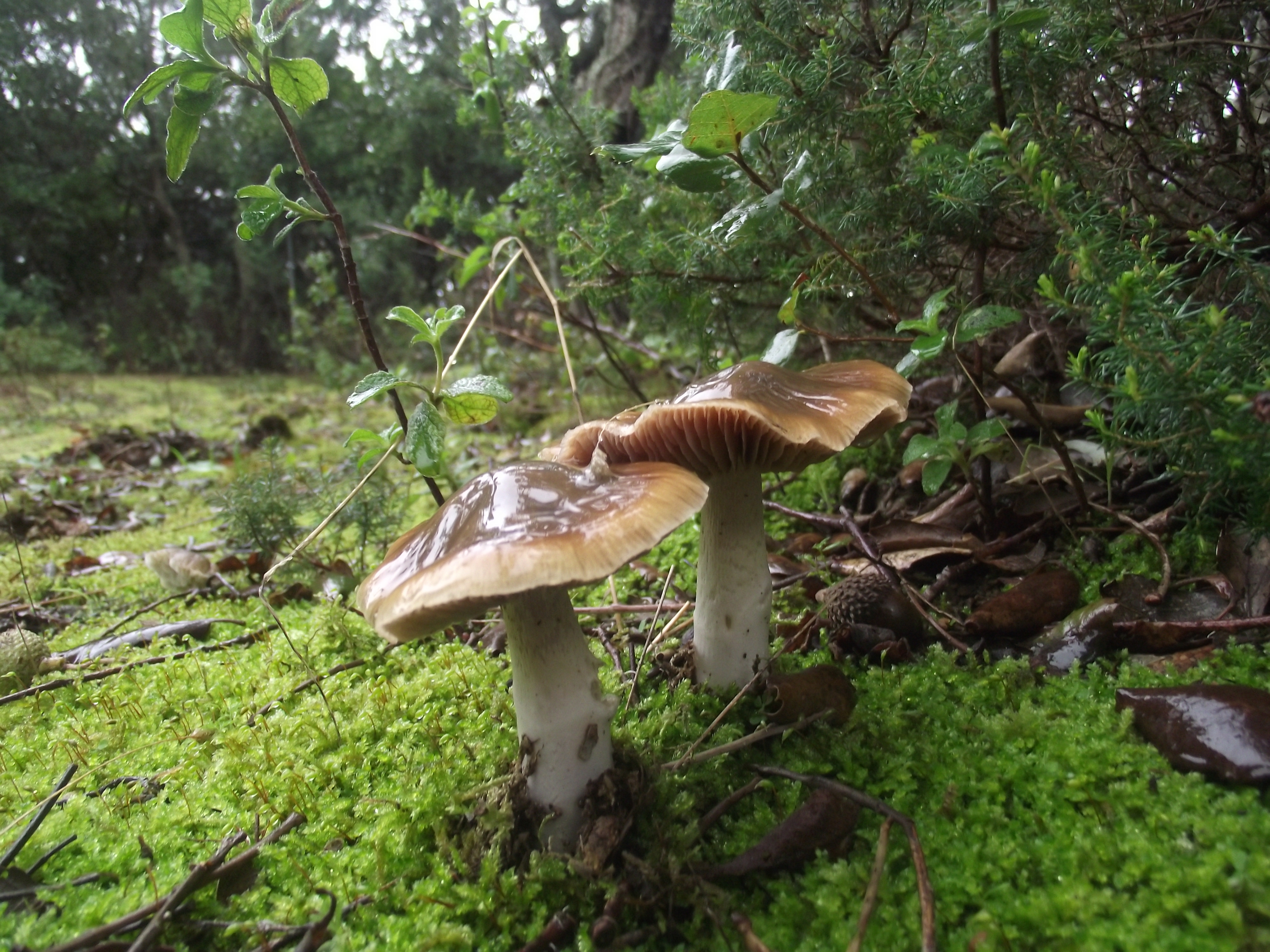
Cortinarius elatior

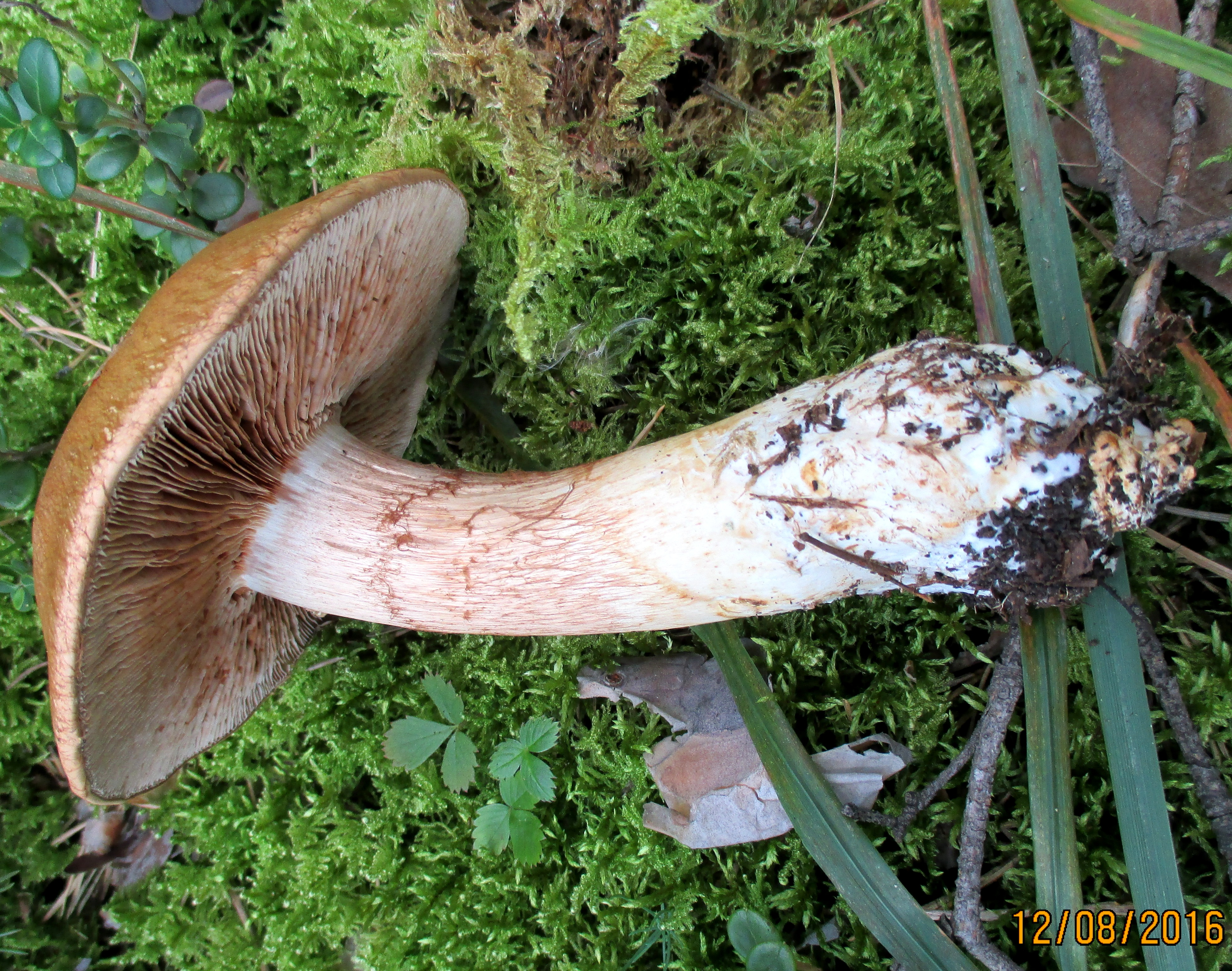
!Cortinarius largus!
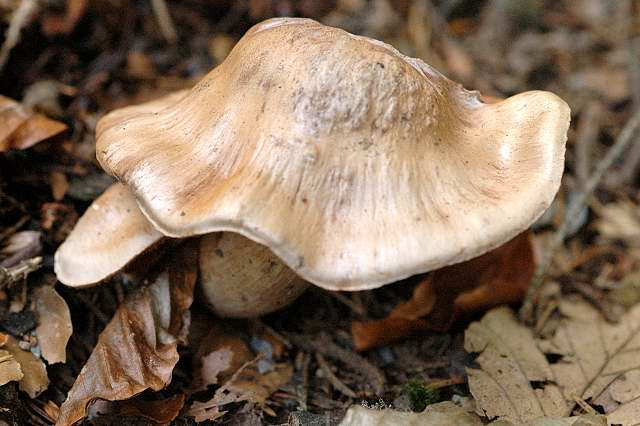
Cortinarius livido-ochraceus
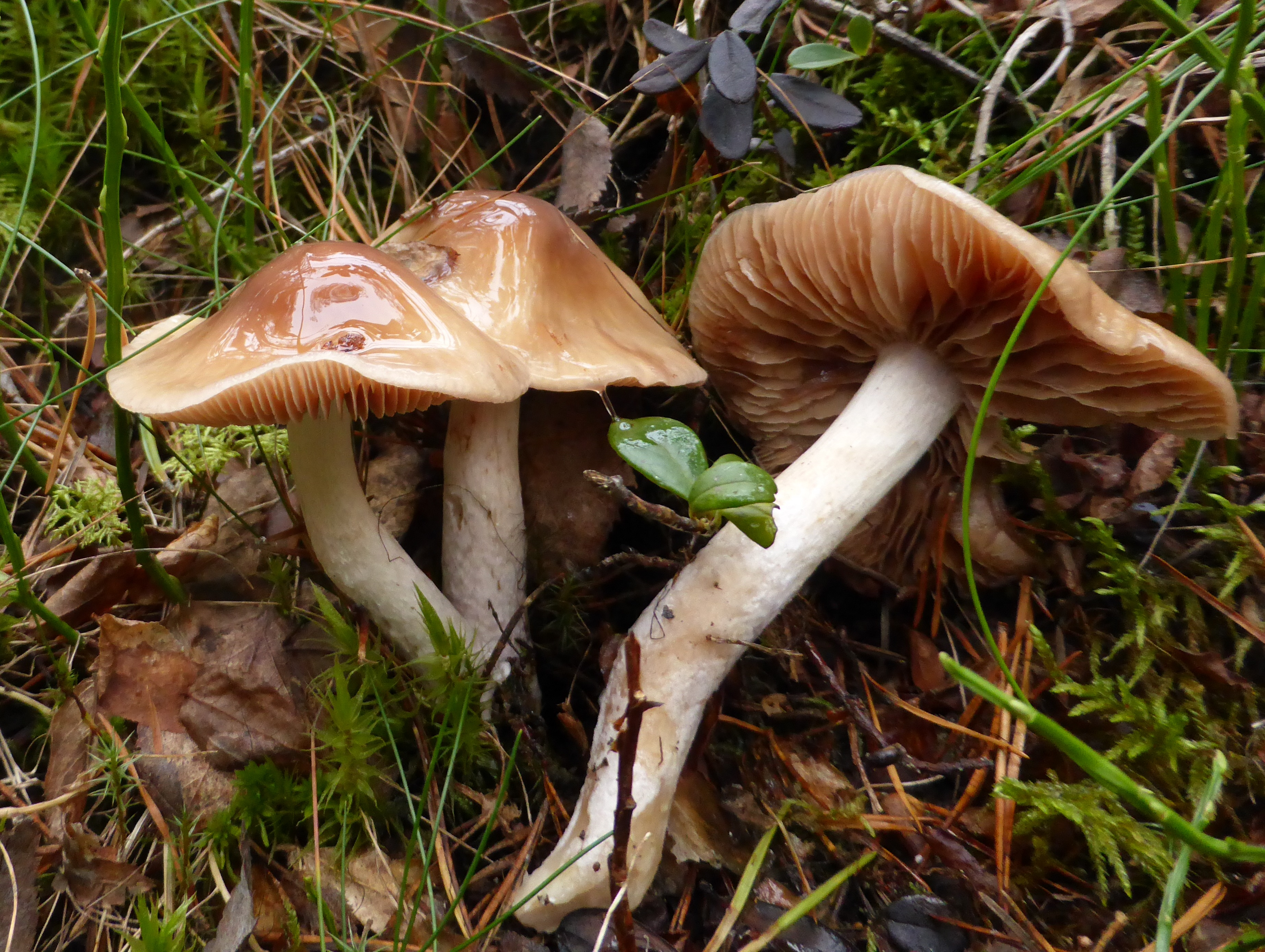
Cortinarius mucifluus
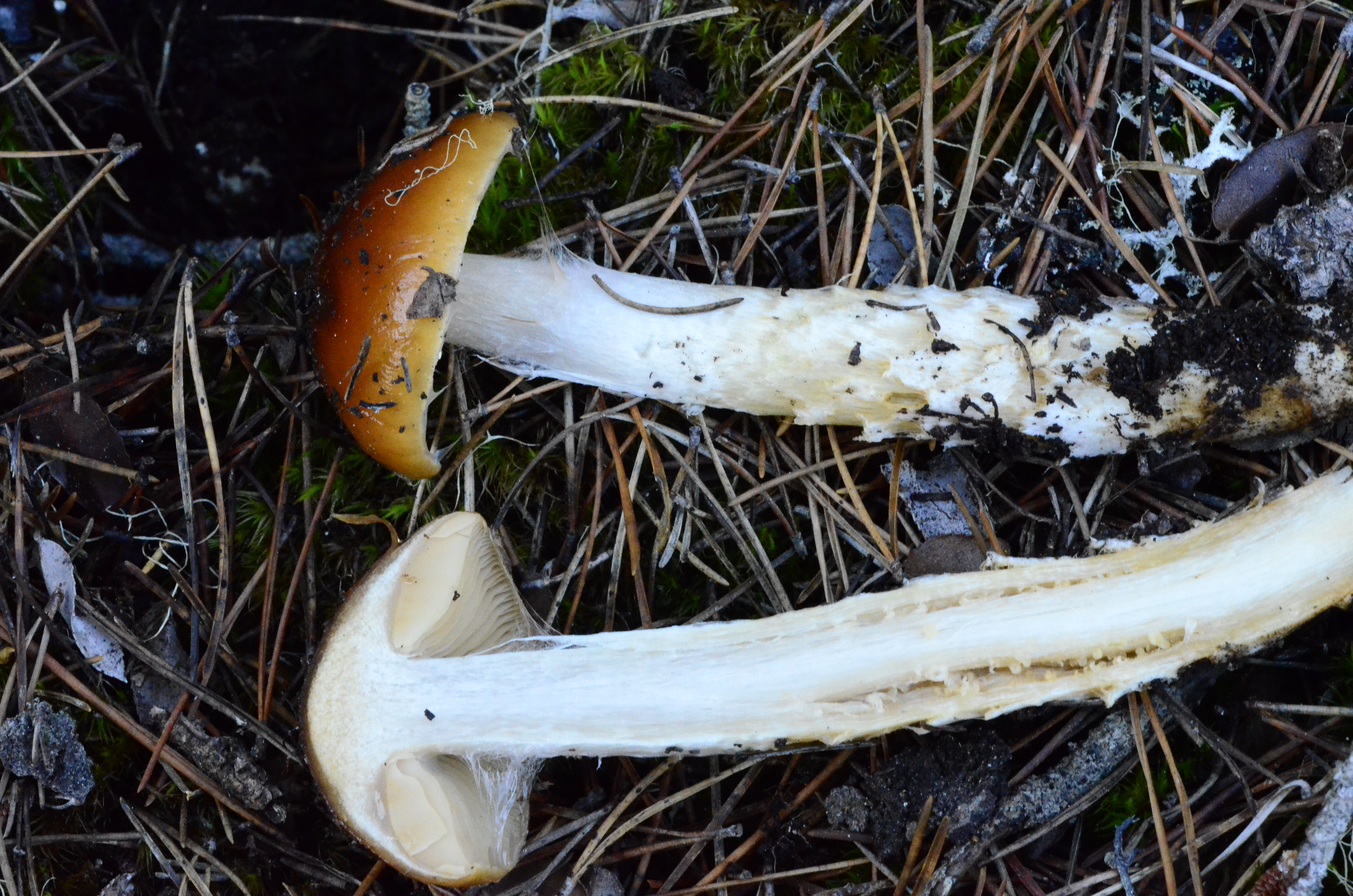
Cortinarius mucosus
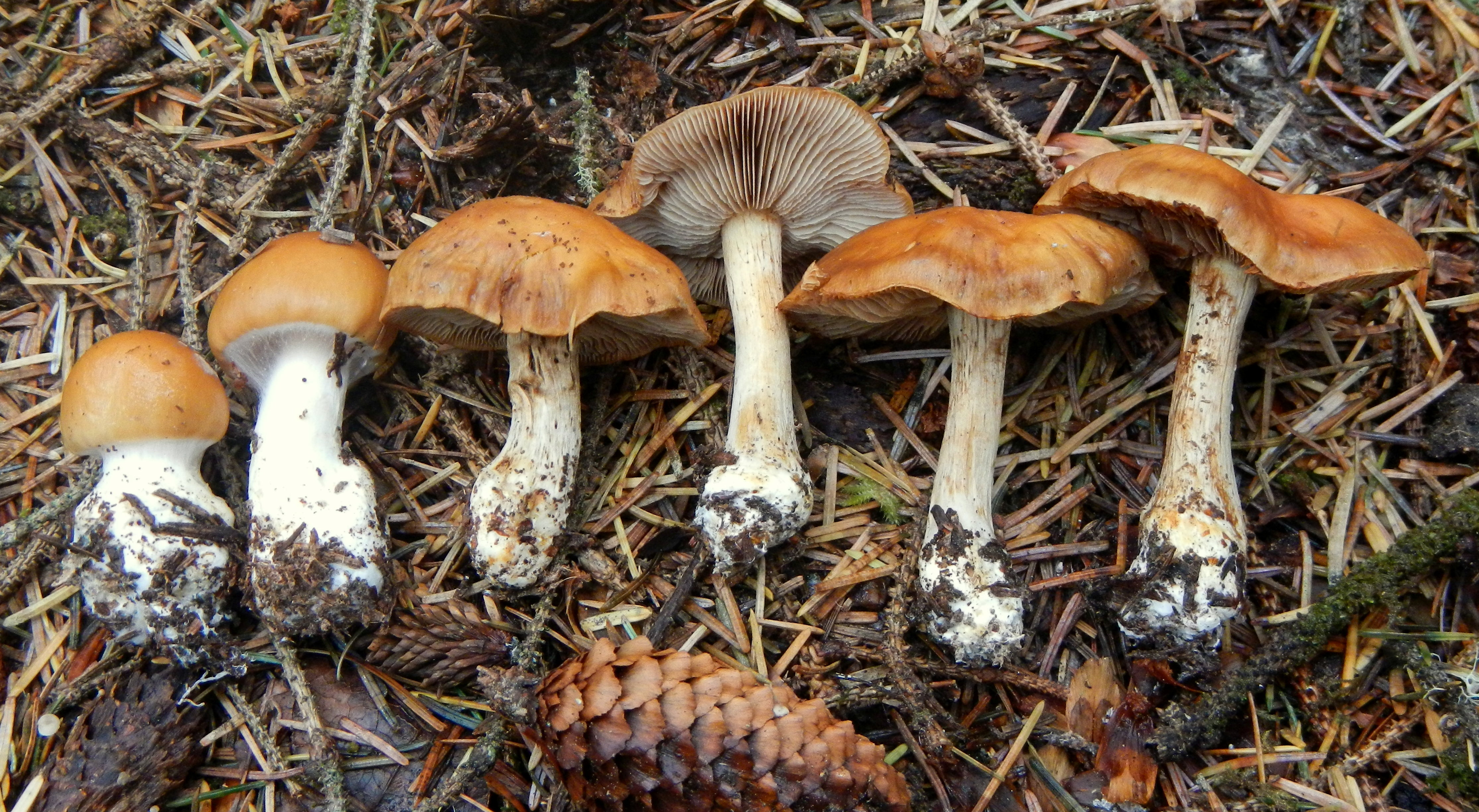
Cortinarius multiformis

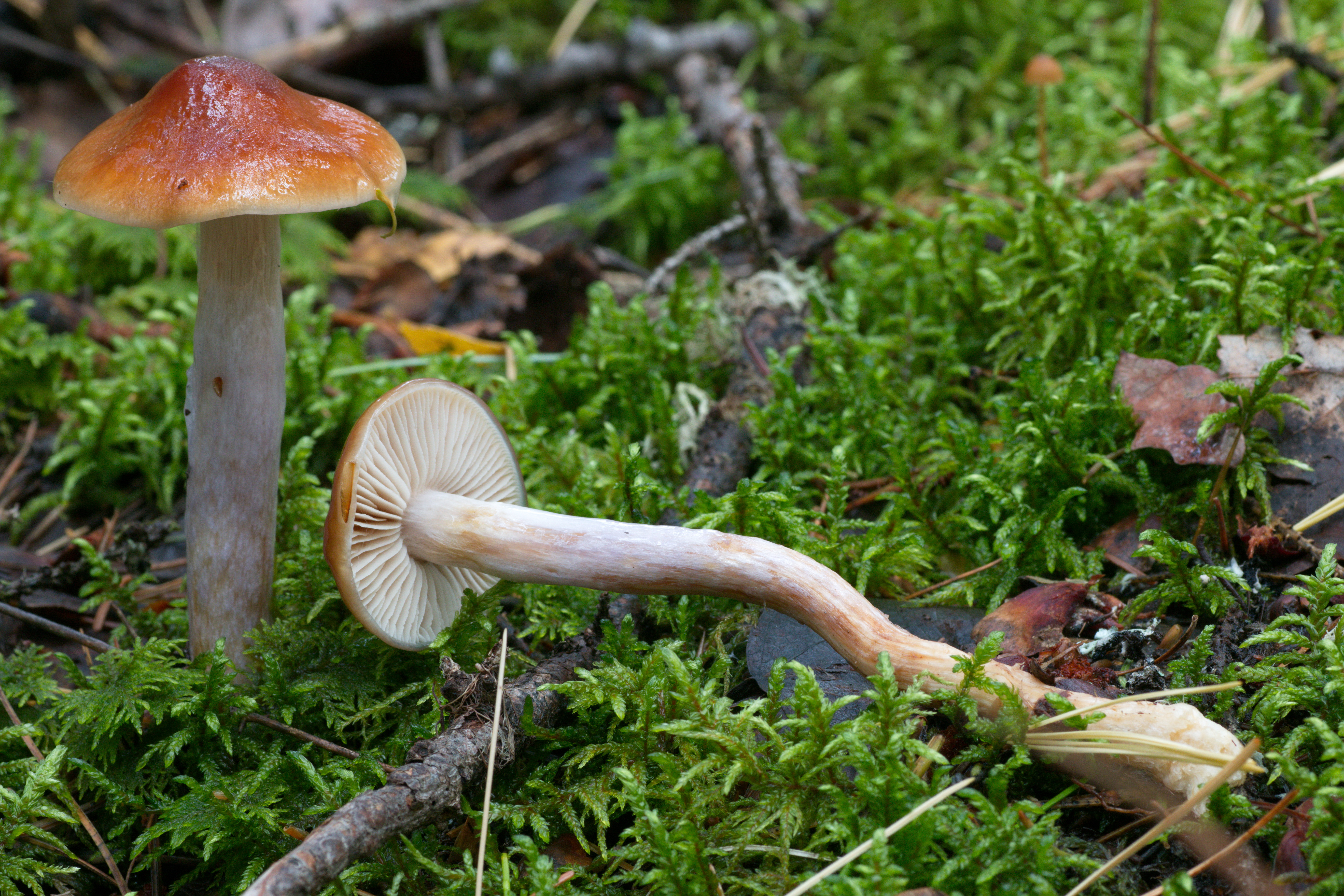
Cortinarius stillatitius
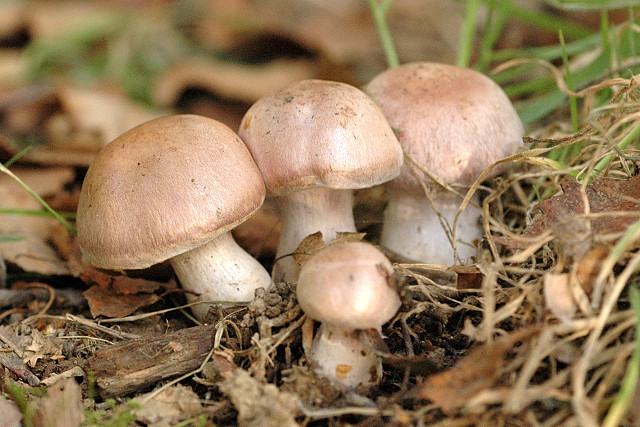
!Cortinarius subferrugineus!
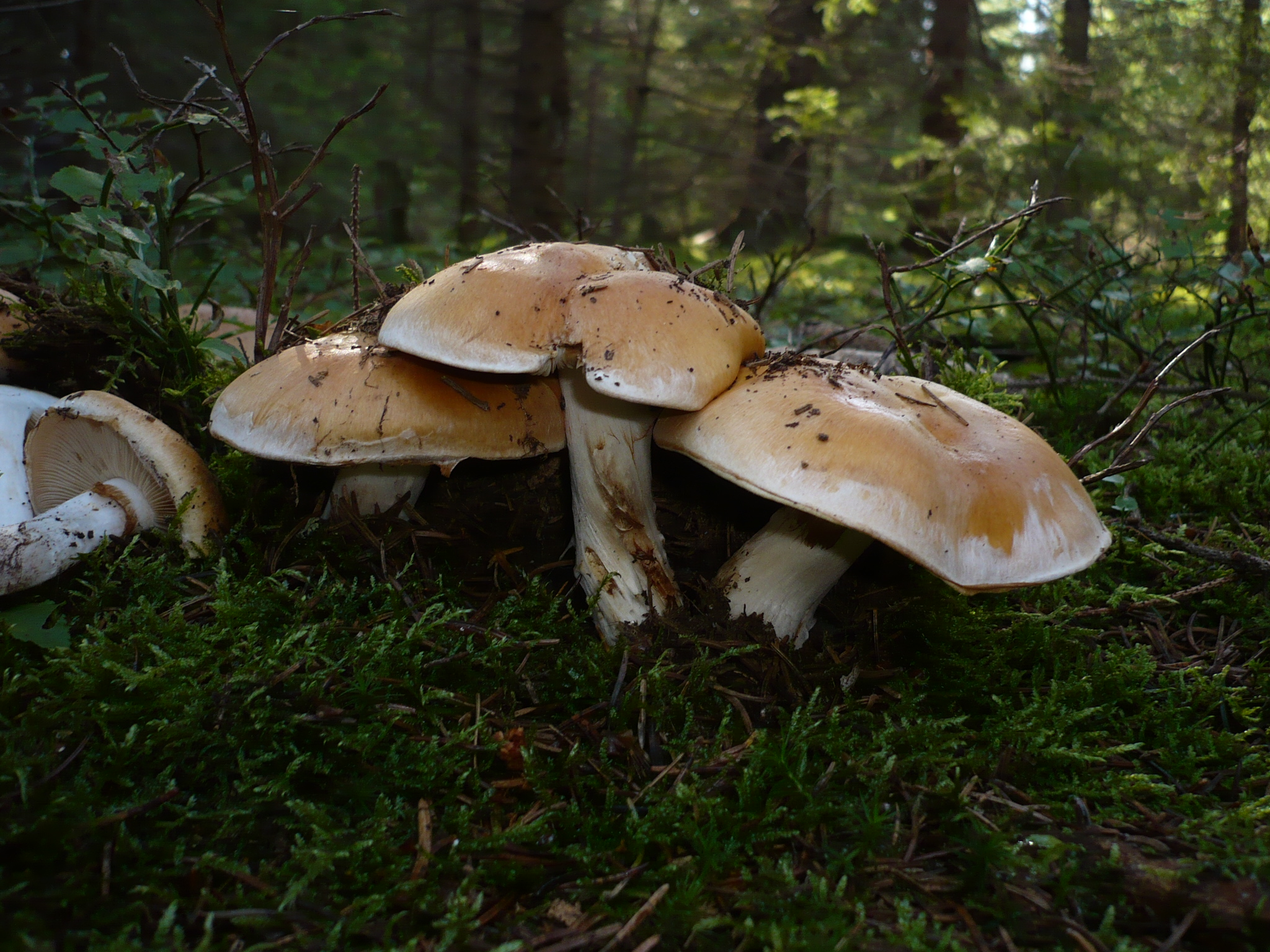
!Cortinarus turmalis!
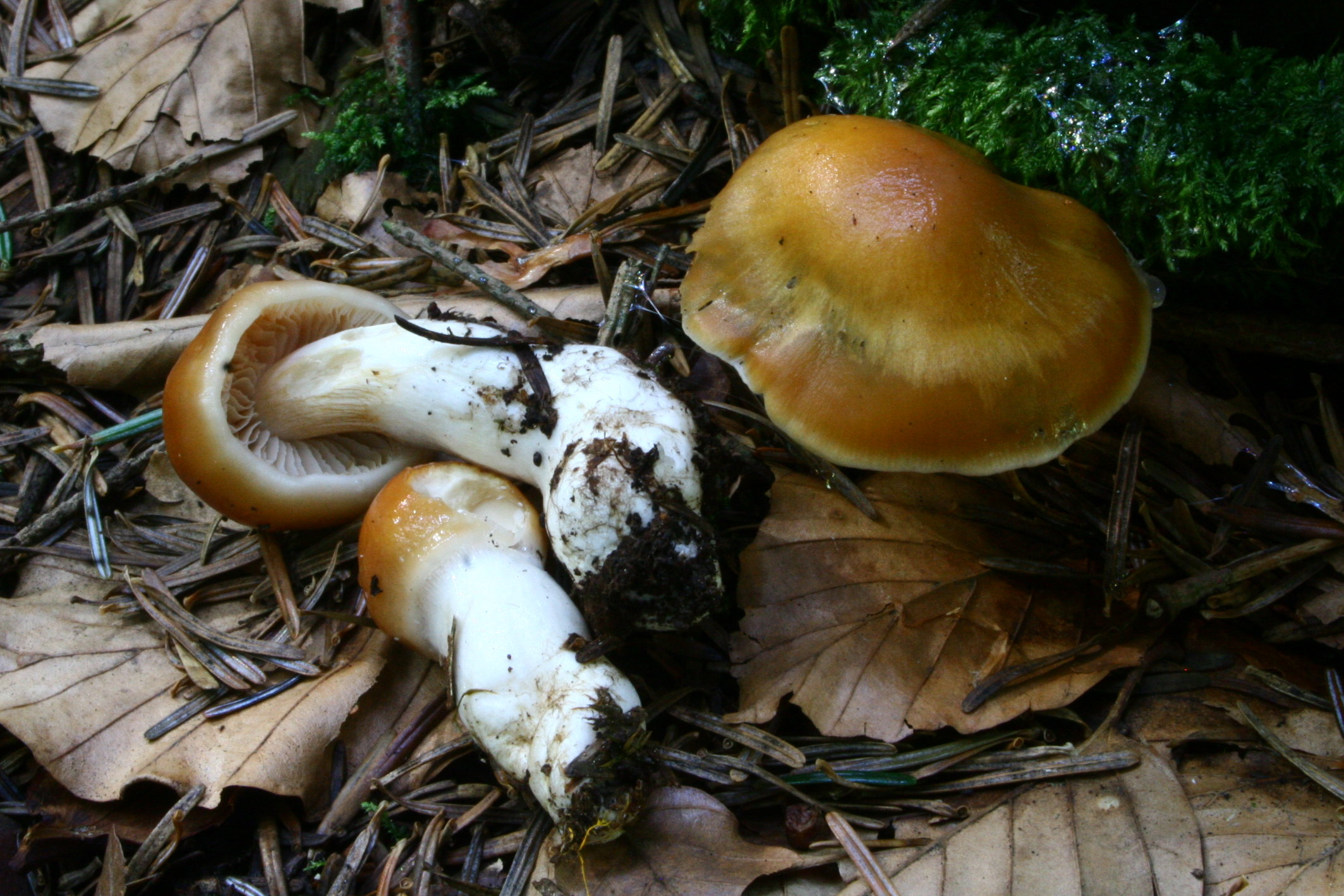
!Cortinarius vibratilis!
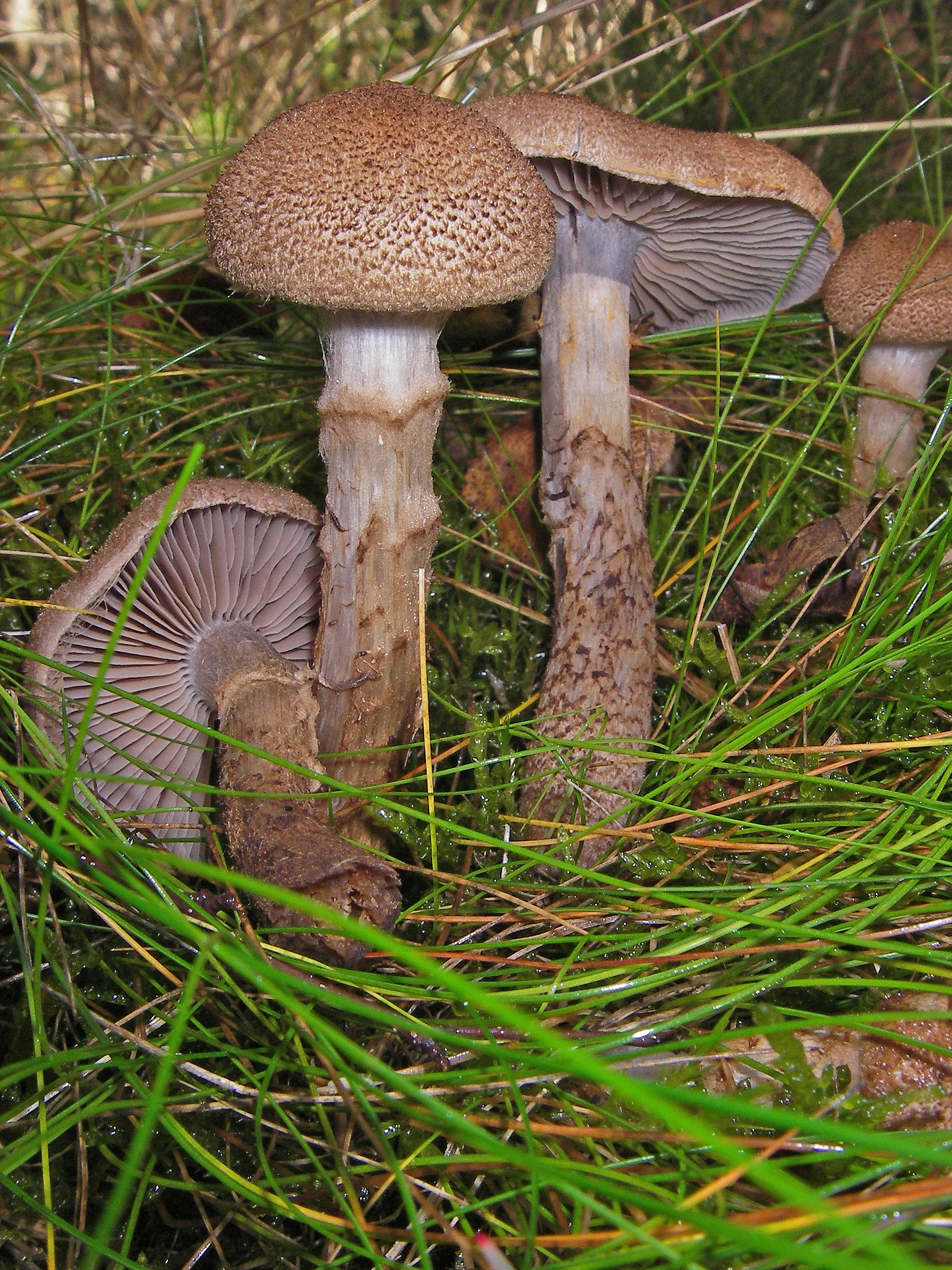
!Cortinarius pholideus!

## Valorificare
Această ciupercă nu este comestibilă din cauza exteriorului mucos și al gustului neplăcut.  